# کن جی. هال
کن جی. هال (انگلیسی: Ken G. Hall؛ ۲۲ فوریهٔ ۱۹۰۱ – ۸ فوریهٔ ۱۹۹۴) یک کارگردان اهل استرالیا بود.
وی کارگردان فیلم‌هایی همچون تروبرد بوده است.